# Julia Butters

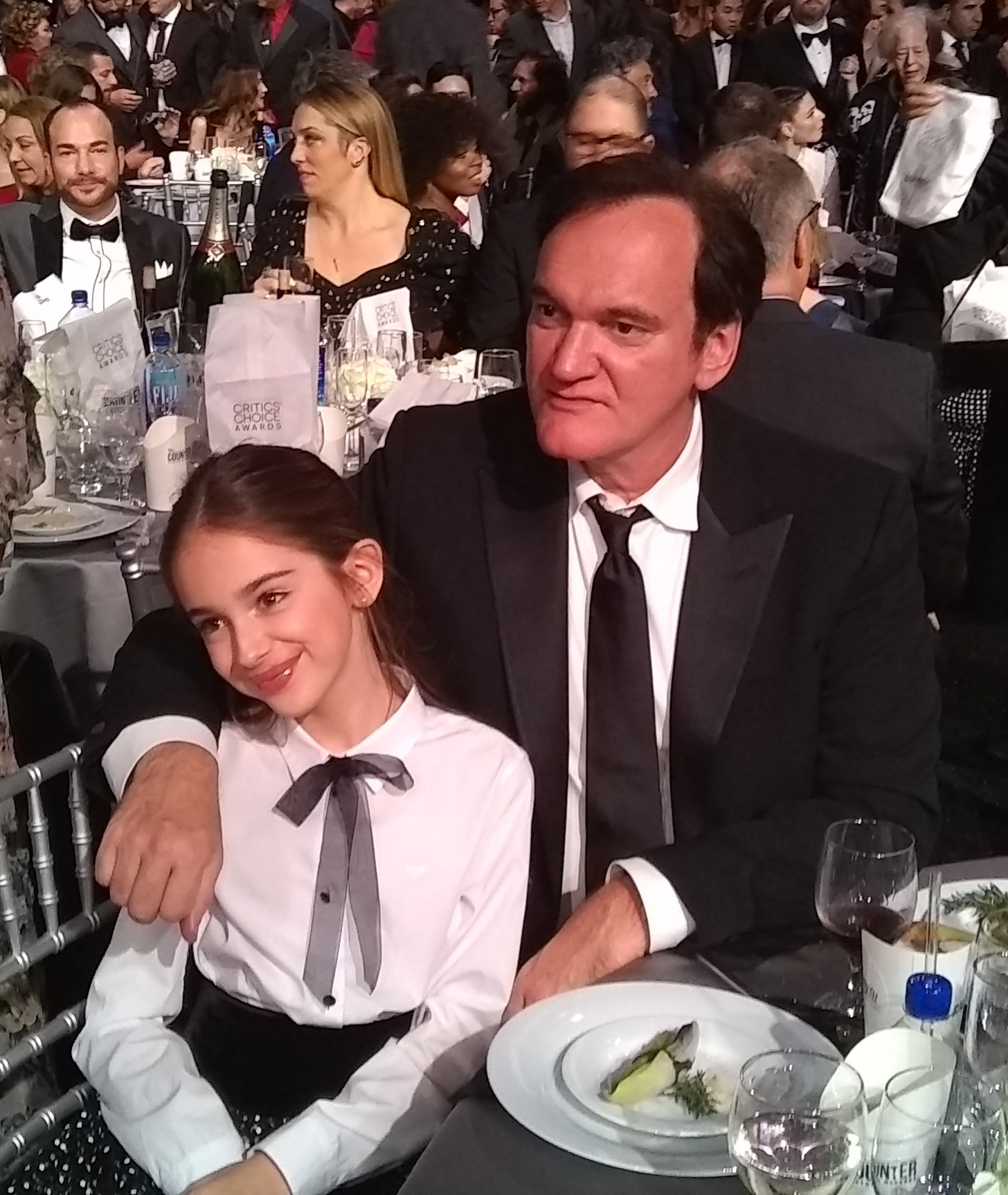
Julia Butters i Quentin Tarantino

Julia Butters (ur. 15 kwietnia 2009 w Los Angeles) – amerykańska aktorka dziecięca, doceniona przez krytyków za rolę Trudi Fraser w filmie Quentina Tarantino Pewnego razu... w Hollywood (2019), za którą była nominowana m.in. do Nagrody Gildii Aktorów Ekranowych, Saturna i Critic's Choice.

## Filmografia

### Filmy
| Rok  | Tytuł                             | Rola                 | Uwagi                    |
| ---- | --------------------------------- | -------------------- | ------------------------ |
| 2015 | The Rusted                        | Piper                | film krótkometrażowy     |
| 2016 | 13 godzin: Tajna misja w Benghazi | Beverly Silva        |                          |
| 2016 | Polisa na życie                   | Cate (w wieku 7 lat) |                          |
| 2016 | A Family Man                      | Lauren Jensen        |                          |
| 2019 | Pewnego razu... w Hollywood       | Trudi Fraser         | nominacja do Nagrody SAG |
| 2022 | Szary człowiek                    | Claire               |                          |
| 2022 | Fabelmanowie                      | Reggie Fabelman      |                          |

### Telewizja
| Rok       | Tytuł                          | Rola              | Uwagi            |
| --------- | ------------------------------ | ----------------- | ---------------- |
| 2014      | Zabójcze umysły                | Gabby Hoffer      | 1 odcinek        |
| 2015–2016 | Przyjaciółki od czasu do czasu | Cyd w wieku 5 lat | 2 odcinki        |
| 2015–2016 | Transrodzic                    | Ella              | 8 odcinków       |
| 2016      | The Kicks                      | Ashley            | 1 odcinek        |
| 2016      | Pals                           | Julia             | film telewizyjny |
| 2016-2021 | Nie ma lekko                   | Anna-Kat Otto     | główna rola      |